# Noord (Aruba)
Noord is een plaats en een regio in het noordwesten van Aruba, gelegen vlak bij Palm Beach. Noord heeft een aantal supermarkten, restaurants en een politiebureau. Ook de bezienswaardige Alto Vista Kapel is er te vinden. In Noord wonen vele migranten uit Nederland.
Noord bestaat uit de volgende wijken:
- Alto Vista
- Malmok
- Moko
- Palm Beach
- Tanki Flip
- Tanki Leendert
- Washington

## Geboren in Noord
- Jean-Marc Antersijn (1996), voetballer
- Olga Orman (1943-2021), schrijfster, dichter en vertelster

## Galerij

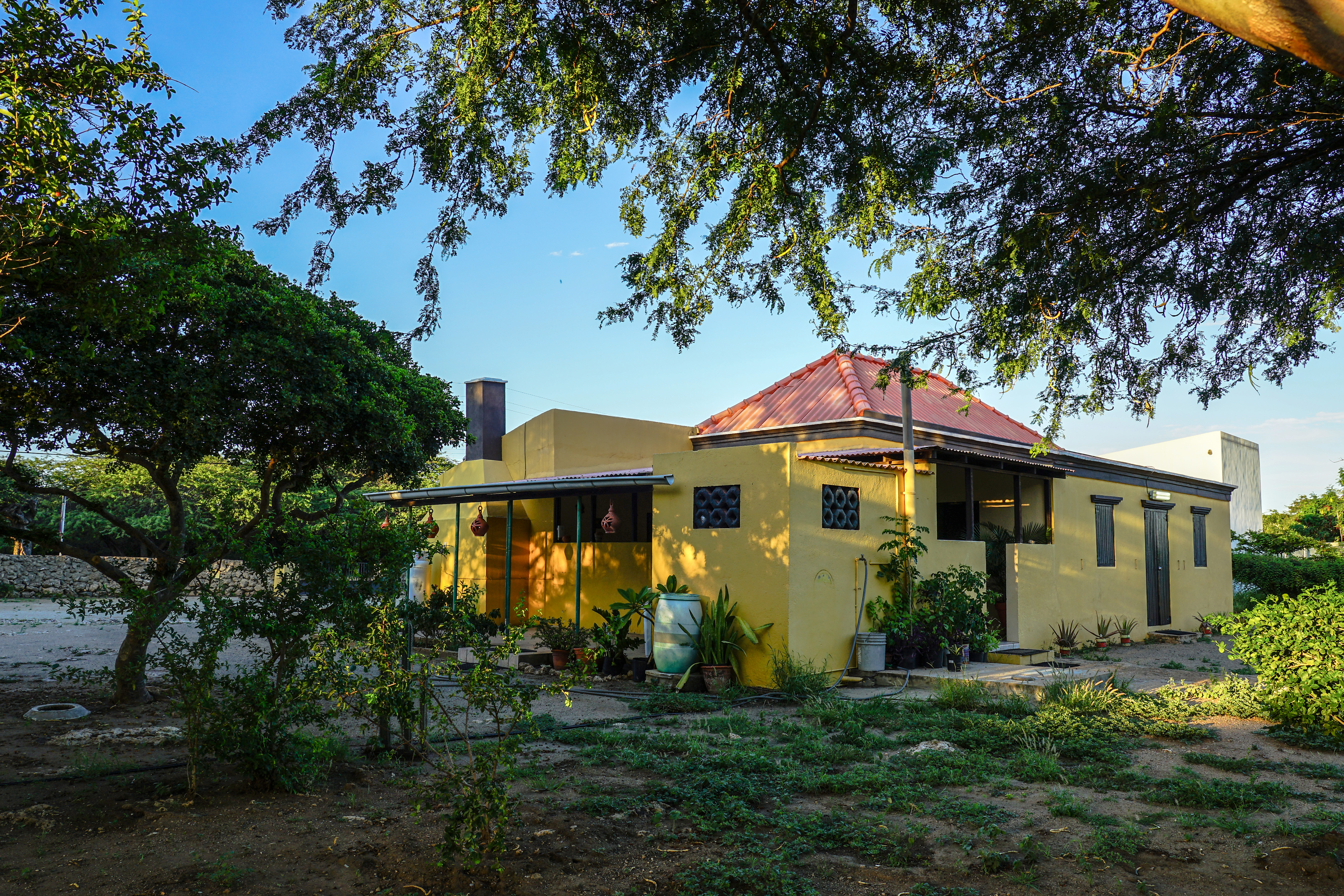
Kunukuhuis Cas Tan Tin
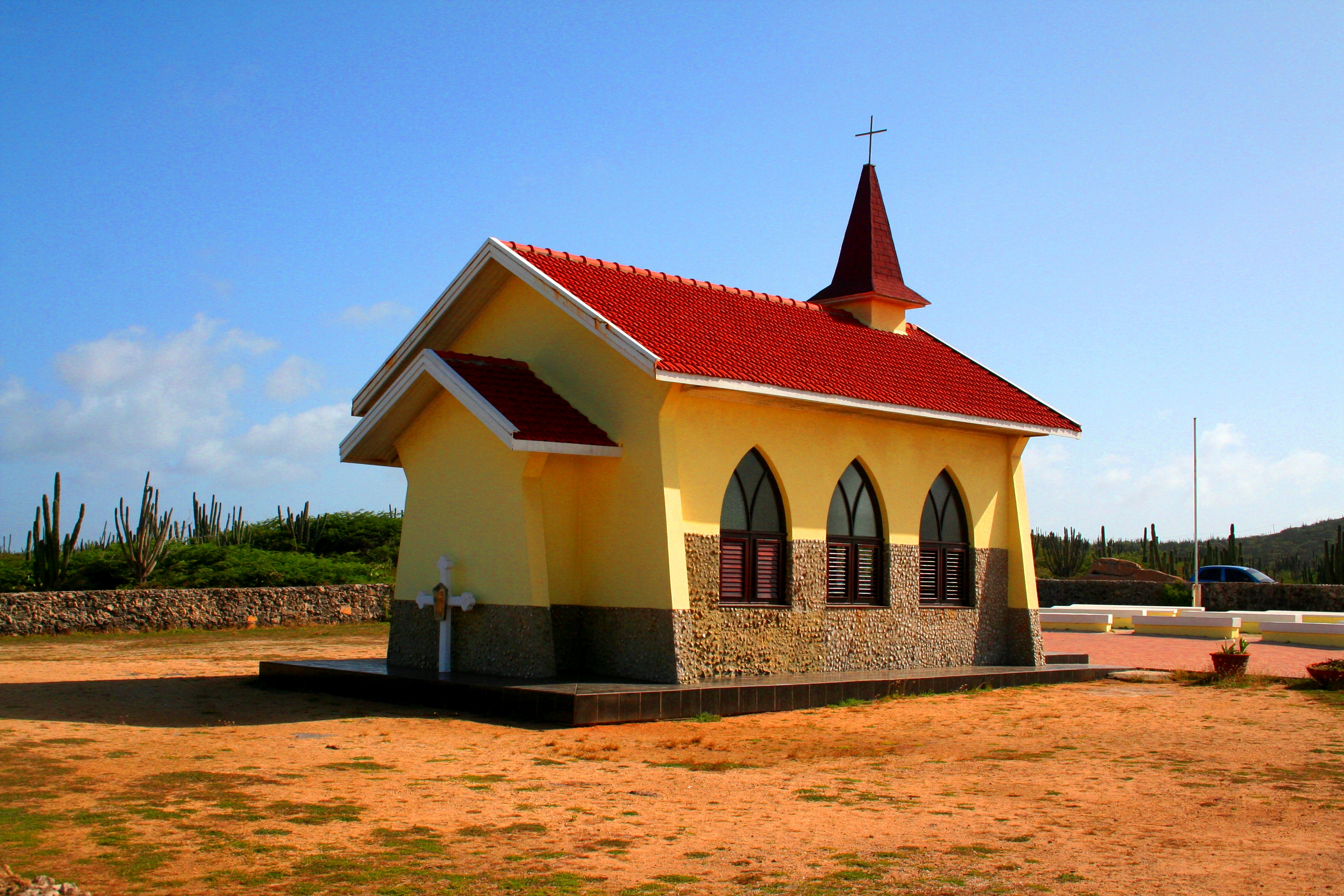
Alto Vista Kapel
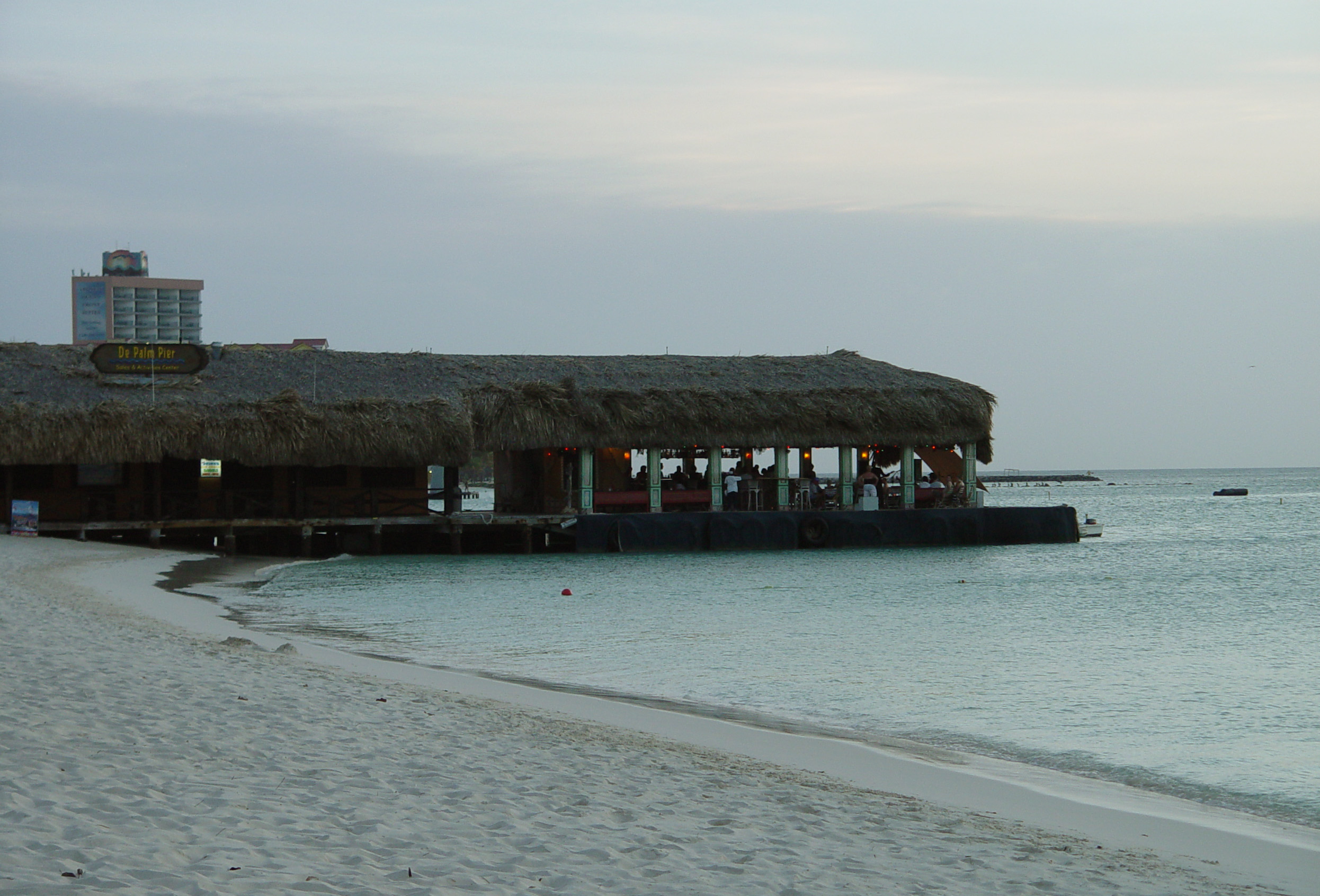
Bar aan het strand
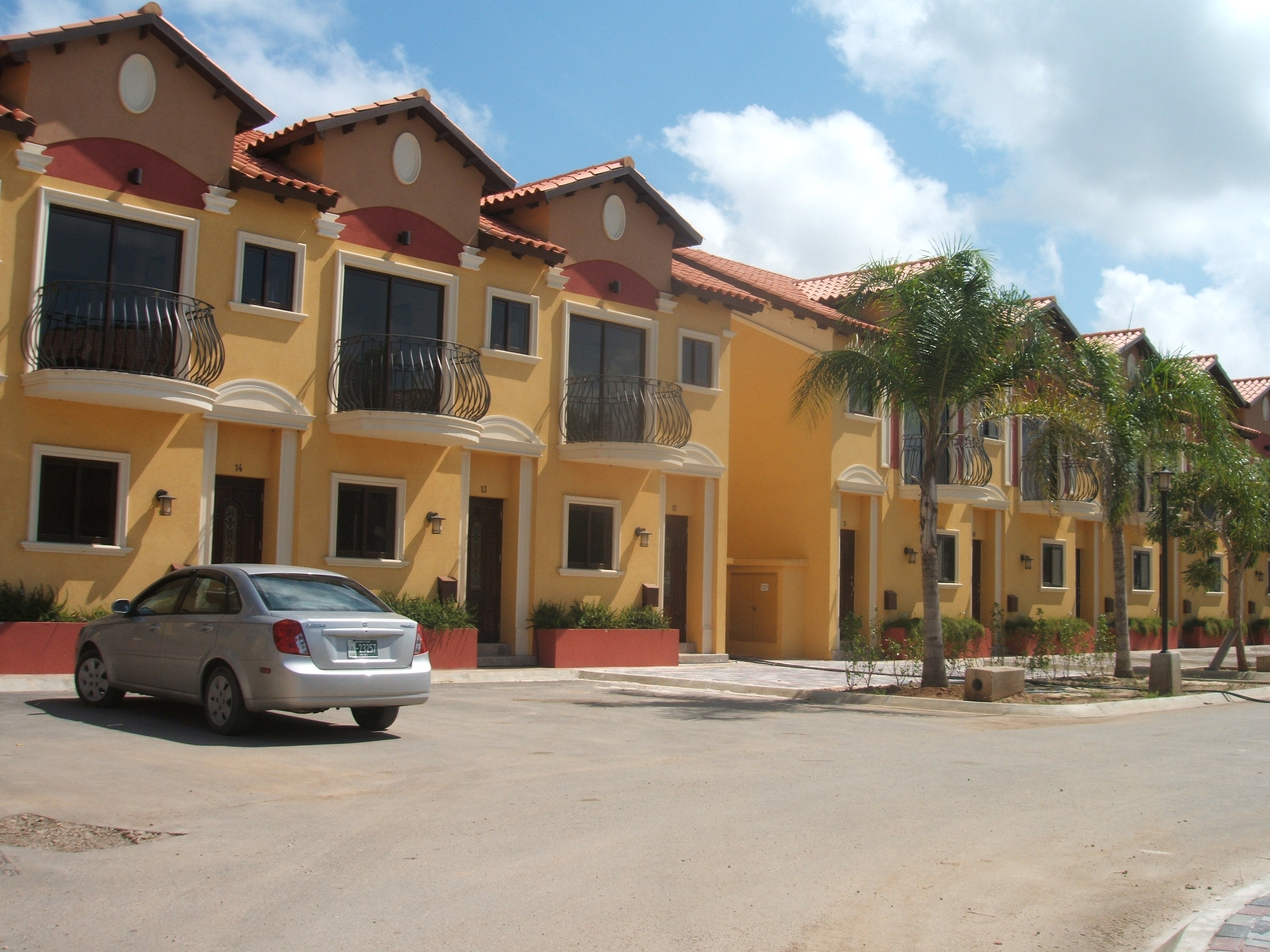
Huizen in Noord

- MusicBrainz: 6476be4d-941a-41ac-9665-ca8b480b4f84